# Morovaia, Orhei
Morovaia este un sat din cadrul comunei Trebujeni din raionul Orhei, Republica Moldova